# Philip Kerr
Philip Ballantyne Kerr (Edinburgh, 22 februari 1956 – 23 maart 2018) was een Brits auteur. Hij is bekend van de Bernie Gunther-thrillers en de kinderboekenreeks Children of the Lamp.

## Loopbaan
Kerrs bekendste werk is een reeks goed gedocumenteerde historische thrillers die zich afspelen in het Duitsland van voor, tijdens en na de Tweede Wereldoorlog. De hoofdrol in deze boeken is de eigenwijze politieman (en later privédetective) Bernie Gunther. Verschillende bijfiguren zijn niet fictief, zoals Ernst Gennat (destijds politiecommissaris van Berlijn), Reinhard Heydrich, Bernhard Weiß (een Joods politicus), Arthur Nebe, Adolf Eichmann, Horst Carlos Fuldner (een nazi-agent in Argentinië) en Joseph Mengele.
Kerr zat op school in Edinburgh en op een gymnasium in Northampton. Hij studeerde rechten aan de University of Birmingham van 1974 tot 1980 en ontving daar een mastergraad. Kerr werkte ook als advertentiecopywriter voor Saatchi and Saatchi voordat hij in 1989 beroepsschrijver werd. Hij schreef voor The Sunday Times, The Evening Standard en The New Statesman.
Zijn romans en thrillers schreef hij onder zijn eigen naam en zijn kinderboekenserie Children of the Lamp als P.B. Kerr. Hij was getrouwd met Jane Thynne, eveneens auteur, en woonde in Wimbledon, Londen. Kerr en Thynne hebben drie kinderen.
Philip Kerr overleed in 2018 op 62-jarige leeftijd.

### Thrillers

#### Berlijnse trilogie
- Een Berlijnse kwestie (March Violets, 1989)
- Het handwerk van de beul (The Pale Criminal, 1990)
- Een Duits requiem (A German Requiem, 1991)

#### Latere Bernie Gunther-thrillers
- De een van de ander (The One from the Other, 2006)
- Een stille vlam (A Quiet Flame, 2008)
- Als de doden niet herrijzen (If the Dead Rise Not, 2009)
- Grijs verleden (Field Grey, 2010)
- Praag fataal (Prague Fatale, 2011)
- De man zonder adem (A Man Without Breath, 2013)
- De vrouw van Zagreb (The lady from Zagreb, 2015)
- De schaduw van de stilte (The other side of silence, 2016)
- Pruisisch blauw (Prussian Blue, 2017)
- Vergeven en vergeten (Greeks Bearing Gifts, 2018)
- Metropolis (Metropolis, 2019)

#### Scott Manson (voetbalthrillers)
- Tranfermaand (January Window, 2015)
- De hand van God (Hand of God, 2015)

#### Andere thrillers
- Een concept voor moord (A Philosophical Investigation, 1992)
- Zwart vlees (Dead Meat, 1993), tot televisiefilm bewerkt onder de titel Grushko
- Het gebouw (Gridiron, 1995; ook onder de titel The Grid)
- Esau (Esau, 1996)
- Het vijfjarenplan (A Five-Year Plan, 1997)
- De tweede engel (The Second Angel, 1998)
- The Shot. London: Orion, 1999. ISBN 0-7528-1444-3
- Dark Matter: The Private Life of Sir Isaac Newton. New York: Crown, 2002. ISBN 0-609-60981-5
- Gijzeling op krediet (Leverage, 2004)
- Hitler's Peace. New York: Marian Wood, 2005. ISBN 0-399-15269-5
- Prayer. Quercus, 2013 PB ISBN 978-1-84866-697-9

### Non-fictie
- The Penguin Book of Lies. New York: Viking, 1990. ISBN 0-670-82560-3
- The Penguin Book of Fights, Feuds and Heartfelt Hatreds: An Anthology of Antipathy. New York: Viking,1992. ISBN 0-670-84020-3

### Kinderboeken (als P.B. Kerr)

#### Kinderen van de Lamp
1. Het Achnaton avontuur (The Akhenaten Adventure, 2004)
2. De blauwe djinn van Babylon (The Blue Djinn of Babylon, 2005)
3. De slangenkoning van Kathmandu (The Cobra King of Kathmandu, 2006)
4. The Day of the Djinn Warriors. Londen: Scholastic Press, 2007.  ISBN 978-1-4071-0365-5
5. The Eye of the Forest. Londen: Scholastic Press, 2009.  ISBN 978-0-439-93215-8
6. The Five Fakirs of Faizabad. Londen: Scholastic Press, 2010. ISBN 978-1-407-10506-2
7. The Grave Robbers of Genghis Khan. Londen: Scholastic Press, 2011. ISBN 978-1-407-11764-5

### Andere jeugdboeken
- One Small Step. Londen: Simon & Schuster, 2008. ISBN 978-1-84738-300-6
- The Winter Horses. Random House Children's Books, 2014. ISBN 0385755457, 9780385755450

- Bibsys: 90736417
- Biblioteca Nacional de España: XX986801
- Bibliothèque nationale de France: cb123244384 (data)
- Catàleg d'autoritats de noms i títols de Catalunya: 981058602725706706
- CiNii: DA06334632
- Gemeinsame Normdatei: 118003909
- International Standard Name Identifier: 0000 0001 1562 4869
- Library of Congress Control Number: n88294043
- Nationale Bibliotheek van Letland: 000103584
- MusicBrainz: 27490239-850a-4066-9334-86705789de9e
- Bibliotheek van het Japanse parlement: 00469487
- Nationale Bibliotheek van Tsjechië: jn19990004281
- Nationale bibliotheek van Australië: 36030801
- Nationale Bibliotheek van Israël: 987007263725605171
- Nationale en Universitaire bibliotheek Zagreb: 000126284
- Nederlandse Thesaurus van Auteursnamen: 074096257
- LIBRIS: 379730
- Système universitaire de documentation: 032159234
- Trove: 1193416
- Virtual International Authority File: 24671640
- WorldCat: E39PBJpdTmYrFyhhM6KjYQdmh3